# Wüste Kirche (Wüstung)
Die Wüste Kirche befindet sich in der Gemarkung der Gemeinde Meusebach im Süden des Saale-Holzland-Kreises in Thüringen.

## Lage
Die Wüstung der Wüste Kirche liegt drei Kilometer südöstlich der Gemeinde Meusebach auf dem Gipfel des 348 Meter hohen Rollbergs, erreichbar über einen Wanderweg.

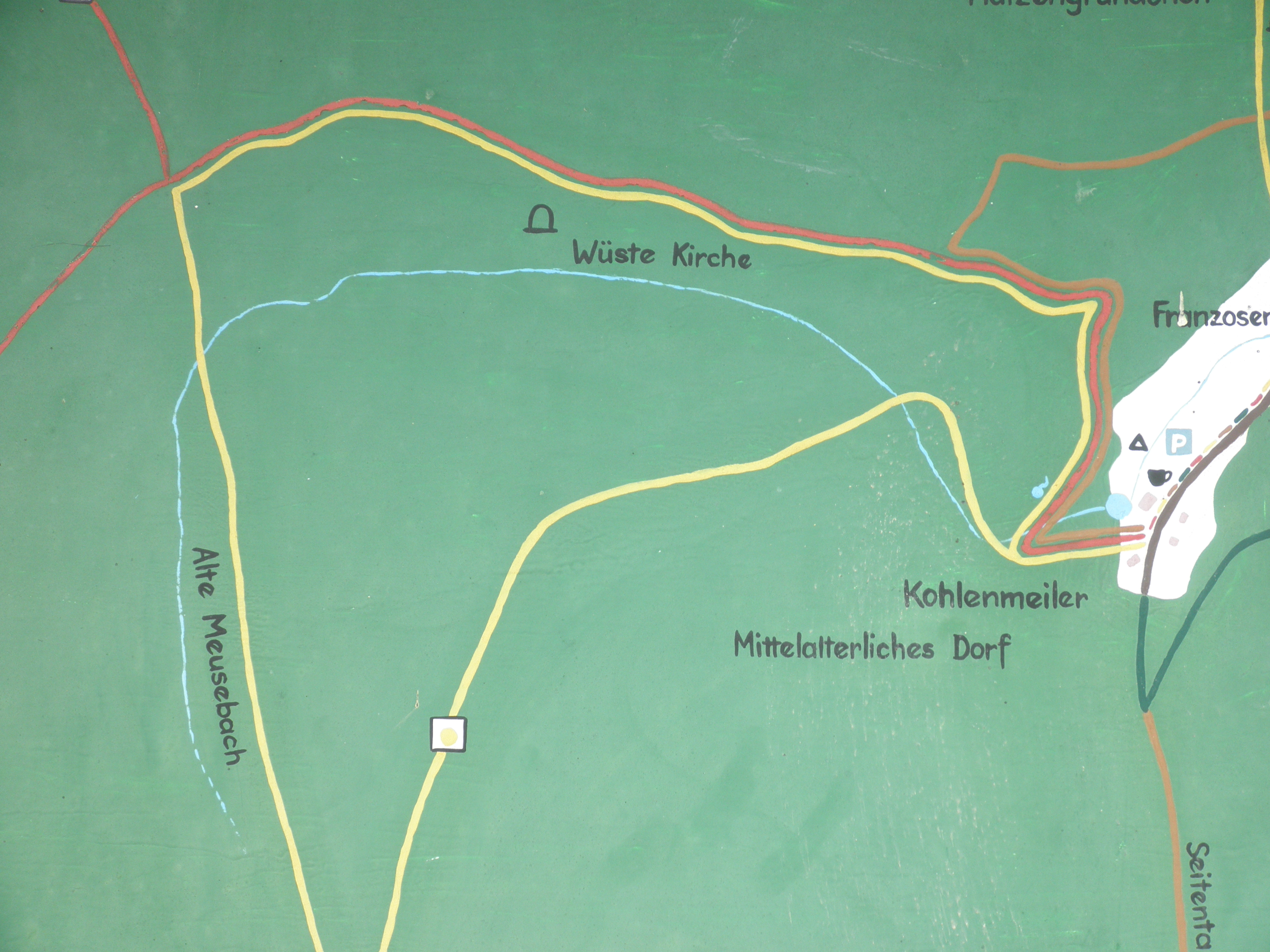
Lage der Wüsten Kirche bei Meusebach (Schautafel im Ort)

## Geschichte
Die Bewohner Meusebachs besaßen im Mittelalter zu ihrem Schutz einen befestigten Ersatzwohnplatz im ovalen Rundwallhof einer Kirche. Die Wüste Kirche war mit einer Wallanlage und einem Graben umgeben. Im Hof sind nur noch spärliche Mauerreste vorhanden. Die Sandsteine wurden zum Teil als Baumaterial gestohlen. Die Glocke der früheren Kirche befindet sich in der Kirche Tröbnitz. Eine Quellfassung ist noch erkennbar. Keramikfunde belegen die Nutzung der befestigten Anlage im 13. und 14. Jahrhundert.